# Agnes Speyer
Agnes Speyer (geboren 23. Dezember 1875 in Wien; gestorben 1. April 1942 in New York) war eine österreichische Malerin, Graphikerin und Bildhauerin.

## Leben und Werk

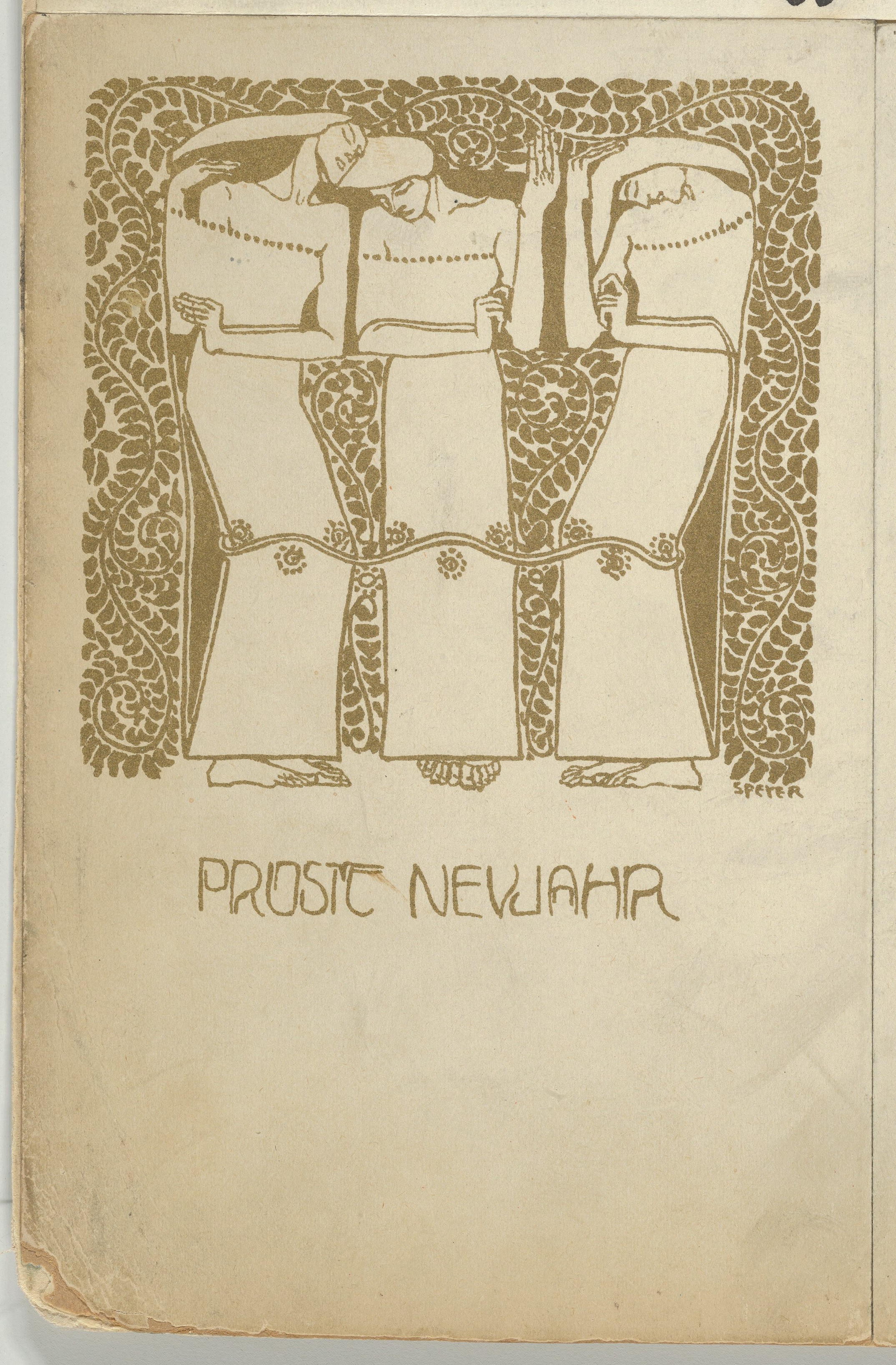
Agnes Speyer: WW-Postkarte 1907

Agnes Speyer war die Tochter von Nani Speyer, geborene Wallach, und des Textilfabrikanten und ersten jüdischen Laienrichters in Wien, Albert Speyer (8. April 1836 in Breslau – 25. März 1905 in Abbazia). Sie heiratete 1910 den Richter und späteren Oberlandesgerichtsrat Emil Ulmann (1870–1947) und wurde dadurch Schwägerin von Jakob Wassermann. Im Anschluss siedelte das Ehepaar nach München über, wo ihr Haus zu einem kulturellen Treffpunkt wurde. Ihr Mann wurde durch die Nationalsozialisten zwangspensioniert. Danach lebten die Eheleute ab 1933 in Partenkirchen und emigrierten im Februar 1939 in die USA. Die Künstlerin unterhielt freundschaftliche Kontakte zu Arthur Schnitzler, von dem sie auch ein Porträt schuf, Hugo von Hofmannsthal, Beer-Hofmann, Wolfskehl, Heinrich und Thomas Mann.
Sie besuchte die Allgemeine Zeichenschule für Frauen und Mädchen von Franz Pönninger am Kommunalpädagogium in Wien und erhielt Malunterricht im Atelier von Imre Révész. Während ihres Aufenthaltes in Paris von 1901 bis 1903, bei dem sie Rainer Maria Rilke kennenlernte, studierte sie an der Académie Julian und der Académie Ranson. Sie ließ sich in den Ateliers der Bildhauer Aristide Maillol und Auguste Rodin ausbilden. In der Zeit von 1901 bis 1907 war sie an der Kunstgewerbeschule Wien eingeschrieben und studierte Bildhauerei bei Franz Metzner, besuchte den Spezialkurs Teppichrestaurierung bei Leopoldine Guttmann und die Fachklasse Malerei bei Koloman Moser.
Während ihrer Ausbildungszeit veröffentlichte Agnes Speyer Beiträge in der Kunstzeitschrift „Die Fläche“ und illustrierte 1906 J. A. Lux’ „3 Puppenspiele“. 1906 entwarf sie einen Kalender und 1907 Postkarten für die Wiener Werkstätte. 
Das Werk von Agnes Speyer wird von der Gebrauchsgraphik dominiert. Sie entwarf Plakate, Kalender, Postkarten, Bucheinbände und Buchschmuck. Sie entwickelte den „Flächenstil“ der Wiener Secession um 1900 weiter. Ihre Werke bewegen sich zwischen floralem Ornament und frühen Tendenzen zur Abstraktion mit perspektivlos in die Fläche gesetzten Figuren.

## Werke (Auswahl)
- 1903: Plakatentwurf[3]
- 1903: Plakatentwurf[4]
- 1903: Leiste, Die Fläche I, Tafel 142[5]
- 1903: Leiste, Die Fläche I, Tafel 143[6]
- 1903: Weißer Leder-Bucheinband mit schwarzer Seidenstickerei und Gold[7]
- 1904: Porträt (Holzintarsie)[8]
- 1906: Tafeltuch[9]
- 1907: Postkarte Prosit Neujahr[10]
- 1908: Aktstudie, Bronze[11]
- 1908: Porträtstudie[12]
- 1908: Kinderporträt[13]
- 1908: Getriebene Kasette[14]
- 1909: Knabe[15]

## Ausstellungen (Auswahl)
zu Lebzeiten
- 1903: Ausstellung der Kunstgewerbeschule
- 1904: Salon Pisko[8]
- 1908: Kunstschau[11]
- 1909: Internationale Kunstschau[15]

posthum
- 2021: Die Frauen der Wiener Werkstätte

## Auszeichnungen
- 1906: Preis beim Wettbewerb für Tischtücher der mährischen Firma Norbert Langer & Söhne[16]

## Mitgliedschaften
- Reichsverband bildender Künstler
- Wiener Künstlervereinigung „Freie Bewegung“